# کوتا سوگاوارا
کوتا سوگاوارا (انگلیسی: Kota Sugawara؛ زادهٔ ۲۲ مهٔ ۱۹۸۵) بازیکن فوتبال اهل ژاپن است.